# Franz Ludwig von Zierotin
Franz Ludwig von Zierotin ( - 1731). Syn Siegfrieda Erdmanna von Zierotin i Anny Therese Stillfried. 

## Życiorys
Pan (Freiherr) na Niemodlinie i Tułowicach oraz Valašskich Meziřic, Krasnej i Rožnova pod Radhoštĕm na Morawach. Zawarł związek małżeński z Luise Karoline von Zierotin (z linii z Velkich Losin). Objął we władanie państwo niemodlińskie w 1714 r. Ze swych posiadłości za główną siedzibę wybrał Valašskie Meziřici, gdzie jego dziełem była barokowa przebudowa tamtejszego starego zamku Zierotinów. W swoich dobrach na Śląsku bywał rzadko, mimo że sprawował kilka urzędów w Księstwie Opolsko-Raciborskim, a także w Księstwie Brzeskim. Zmarł w 1731 r. i został pochowany w Zašovej nieopodal Valašskich Meziřic, gdzie jego brat Karl Heinrich ufundował kościół a on sam klasztor dla sprowadzonego przez siebie zakonu trynitarzy.